# (4788) Simpson
(4788) Simpson (1986 TL1) – planetoida z pasa głównego asteroid okrążająca Słońce w ciągu 3,4 lat w średniej odległości 2,26 j.a. Odkryta 4 października 1986 roku.